# Sillé-le-Philippe
Sillé-le-Philippe település Franciaországban, Sarthe megyében. Lakosainak száma 1080 fő (2022. január 1.). Sillé-le-Philippe Beaufay, Lombron, Saint-Corneille, Savigné-l’Évêque és Torcé-en-Vallée községekkel határos.

## Népesség
A település népessége az elmúlt években az alábbi módon változott:
| Lakosok száma | 1098 | 1095 | 1100 | 1078 | 1070 | 1075 | 1073 | 1073 | 1080 |
|               | 2013 | 2015 | 2016 | 2017 | 2018 | 2019 | 2020 | 2021 | 2022 |